# Stanleya pinnata
Espèce
Stanleya pinnata est une espèce de plante à fleurs de la famille des Brassicaceae, originaire de l'ouest des États-Unis, connue sous le nom commun de Plume du Prince.

## Description morphologique

### Appareil végétatif
Cette plante herbacée mesure de 45 à 150 cm de hauteur. Les tiges sont fortes, lisses, et de couleur un peu bleutée. Elles sont garnies de feuilles plus grandes à la base (jusqu'à 15 cm de longueur) qu'au sommet, de forme générale lancéolée mais fortement pennatifide.
Il ne faut pas confondre Stanleya pinnata avec Stanleya albescens, dont les fleurs sont blanches.

### Appareil reproducteur

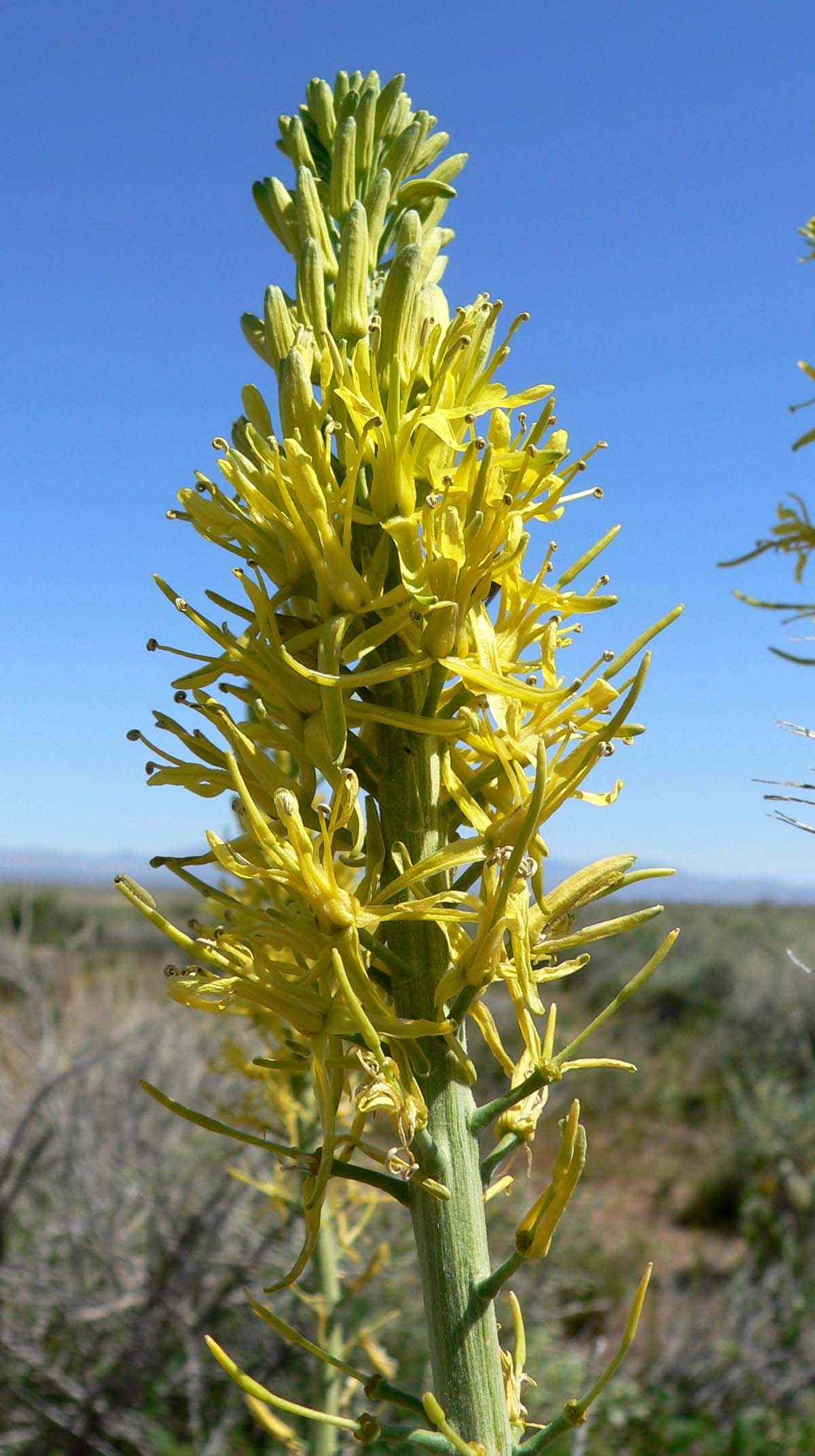
Détail d'une inflorescence de Stanleya pinnata.

La floraison a lieu de mai à juillet.
L'inflorescence est une grappe dense de fleurs jaunes située à l'extrémité de tiges. Chaque fleur possède 4 sépales jaunes et 4 pétales jaunes de 9 à 15 mm de longueur, fortement velus sur la partie interne de leur base, qui est de couleur plus brunâtre.
Le fruit est une capsule très mince de 3 à 6,5 cm de longueur, portée par un pétiole très mince ayant lui-même de 1 à 2 cm de longueur.

## Répartition et habitat
Cette plante vit dans les plaines et désert, mais aussi en basse montagne, souvent en association avec Artemisia tridentata, dans le sud-ouest des États-Unis. Son aire de répartition s'étend, à l'ouest, du sud de l'Oregon jusqu'en Californie, et à l'est du Dakota du Nord jusqu'au Texas.